# Defensor externo

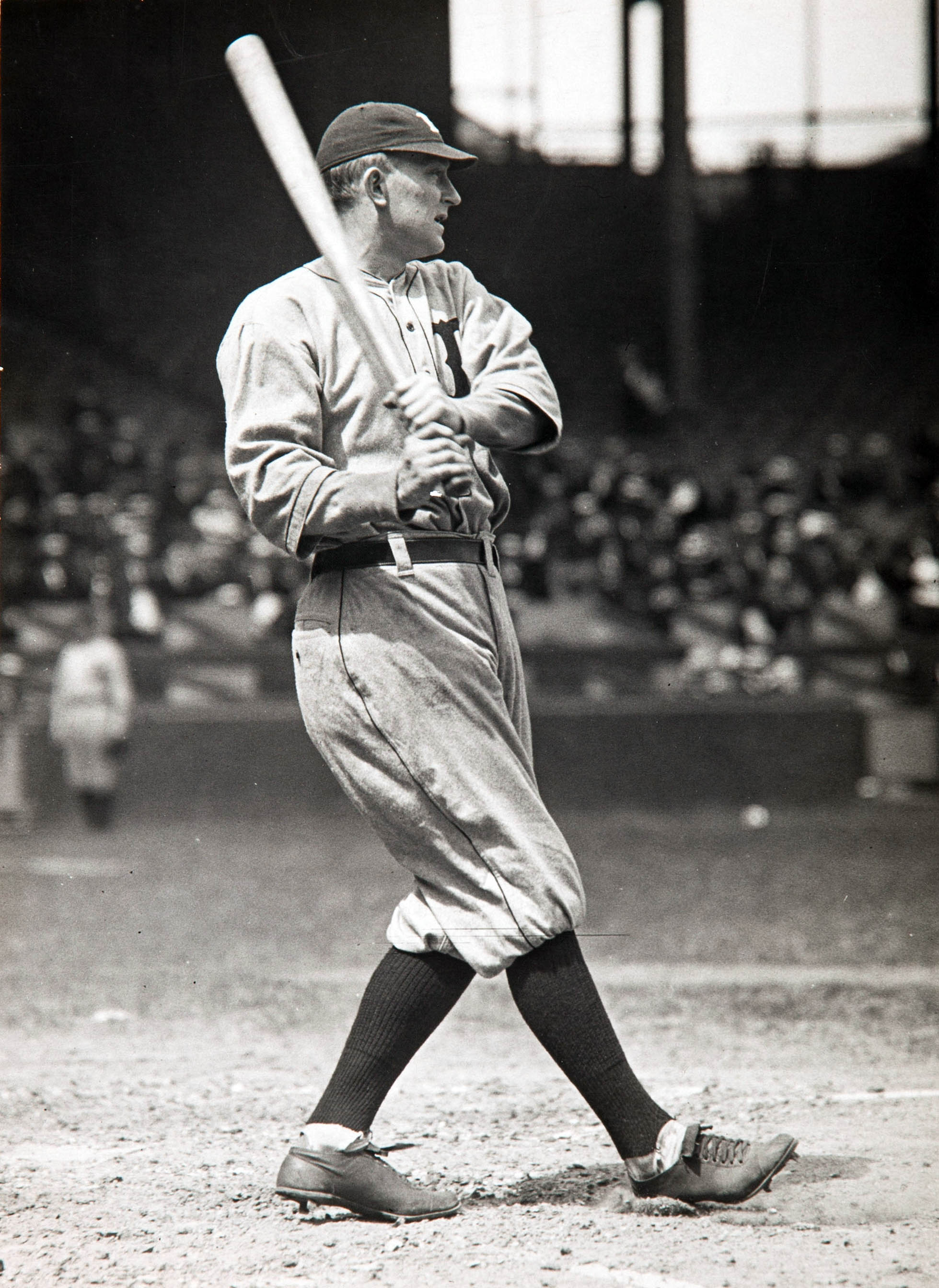
Ty Cobb, um dos melhores outfielders da história da MLB.

Defensor externo (português brasileiro) ou defesa exterior (português europeu) (em inglês outfielder, abreviado OF) no beisebol é um termo usado para designar aos três jogadores que ficam mais afastados do rebatedor, no campo externo. No sistema de numeração para anotar o escore das partidas são numerados de 7 a 9, começando com o campista esquerdo.

## Forma de jogo
A função principal dos campistas é a de capturar bolas altas para realizar outs e também a de regressar ao jogo as rebatidas que vão por hit ao campo externo. Cada campista distingue-se dos outros pelas características que deve ter para poder realizar sua posição.
Geralmente, os campistas direito são os que requerem maior força no braço para poder fazer lançamentos até o terceira base, caso seja necessário. Os campistas esquerdo e central geralmente são mais rápidos que o direito, em especial o central que deve cobrir o maior terreno e ajudar aos outros campistas quando a bola é golpeada até eles.
No ataque, muitos campistas esquerdo ou direito se encontram entre os batedores de poder de sua equipe, enquanto os campistas centrais são em geral os primeiros a rebater, por sua velocidade.